# Divize C 1991/1992
V soubojích 27. ročníku České divize C 1991/92 se utkalo 16 týmů dvoukolovým systémem podzim - jaro. Tento ročník začal v srpnu 1991 a skončil v červnu 1992.

## Nové týmy v sezoně 1991/92
Z 3. ligy 1990/91 sestoupilo do Divize C mužstvo TJ Bohemians ČKD Praha „B“. Z krajských přeborů postoupila vítězná mužstva ročníku 1990/91: SK Sparta Kolín ze Středočeského přeboru, VTJ Rapid Liberec z Severočeského přeboru a TJ Karosa Vysoké Mýto z Východočeského přeboru.

## Kluby podle přeborů
- Východočeský (5): TJ Lokomotiva Trutnov, TJ Tesla Pardubice, TJ Karosa Vysoké Mýto, TJ Spartak Choceň, TJ Jiskra Holice.
- Severočeský (1): VTJ Rapid Liberec.
- Středočeský (5): TJ EMĚ Mělník, SK Sparta Kolín, SK Kutná Hora, SK Český Brod, AFK Kolín
- Pražský (4): TJ Bohemians ČKD Praha „B“, TJ Uhelné sklady Praha, SK Aritma Praha, AC Sparta Praha "B".
- Jihočeský (1): TJ Spartak Pelhřimov.

## Výsledná tabulka
| Poř. | Tým                        | Z  | V  | R  | P  | VG | OG | B  |
| ---- | -------------------------- | -- | -- | -- | -- | -- | -- | -- |
| 1.   | SK Český Brod              | 30 | 20 | 7  | 3  | 69 | 25 | 47 |
| 2.   | AC Sparta Praha "B"        | 30 | 17 | 7  | 6  | 63 | 33 | 41 |
| 3.   | TJ Lokomotiva Trutnov      | 30 | 14 | 9  | 7  | 47 | 35 | 37 |
| 4.   | SK Aritma Praha            | 30 | 13 | 7  | 10 | 51 | 48 | 33 |
| 5.   | TJ Tesla Pardubice         | 30 | 12 | 8  | 10 | 33 | 27 | 32 |
| 6.   | TJ Jiskra Holice           | 30 | 12 | 8  | 10 | 47 | 49 | 32 |
| 7.   | TJ Bohemians ČKD Praha „B“ | 30 | 11 | 9  | 10 | 42 | 40 | 31 |
| 8.   | TJ Karosa Vysoké Mýto      | 30 | 11 | 9  | 10 | 47 | 56 | 31 |
| 9.   | TJ EMĚ Mělník              | 30 | 10 | 10 | 10 | 50 | 43 | 30 |
| 10.  | TJ Spartak Pelhřimov       | 30 | 11 | 7  | 12 | 54 | 52 | 29 |
| 11.  | TJ Spartak Choceň          | 30 | 9  | 10 | 11 | 27 | 31 | 28 |
| 12.  | SK Sparta Kolín            | 30 | 9  | 9  | 12 | 33 | 45 | 27 |
| 13.  | VTJ Rapid Liberec          | 30 | 9  | 8  | 13 | 33 | 49 | 26 |
| 14.  | AFK Kolín                  | 30 | 9  | 7  | 14 | 31 | 45 | 25 |
| 15.  | SK Sparta Kutná Hora       | 30 | 5  | 10 | 15 | 37 | 45 | 20 |
| 16.  | TJ Uhelné sklady Praha     | 30 | 0  | 11 | 19 | 24 | 65 | 11 |

Poznámky:
- Z = Odehrané zápasy; V = Vítězství; R = Remízy; P = Prohry; VG = Vstřelené góly; OG = Obdržené góly; B = Body
- O pořadí klubů se stejným počtem bodů rozhodly vzájemné zápasy.

|  | Postup do ČFL 1992/93                           |
|  | Sestup do příslušného krajského přeboru 1992/93 |